# Impentamin
Impentamin je histaminski antagonist koji je selektivan za histaminski H3 receptor.